# Darashouri
Vous lisez un « bon article » labellisé en 2018.
Le Darashouri (persan : دارشوری) est une race de chevaux de selle de type oriental, originaire de la province du Fars, au nord de Chiraz, dans le sud de l'Iran. Il y est élevé par la tribu Darashouri, de l'ethnie des Kachkaïs, qui le croisent avec l'Arabe persan. Rattaché au groupe du cheval du plateau persan, il s'agit d'une monture de grande taille par comparaison aux types arabes voisins. 
Faute de preuve du pedigree de nombreux représentants de la race, le Darashouri n'est pas reconnu comme un Pur-sang arabe, sa morphologie étant par ailleurs légèrement différente. Il est essentiellement monté ou attelé. Avec moins de 400 représentants recensés en 2003, il constitue désormais une race rare, menacée de disparition.

## Dénomination
Cette race est connue sous différents noms. Le nom français référencé est « Darashouri », tant dans la traduction française de Koně par Marie-Jo Dubourg-Savage que dans le guide Delachaux (2014), qui n'indique pas Koně dans sa bibliographie.
La base de données DAD-IS référence la race sous le nom anglais de « Dareshuri », mais cite aussi la variante « Dareh shuri », qui correspond au nom en persan (دارشوری). CAB International y ajoute les variantes « Dareshoori » et « Shirazi », indiquant cependant dans une édition précédente que la graphie « Dareshoori » semble être une erreur de transcription. L'encyclopédie du cheval dirigée par Elizabeth Peplow (1998) indique « Darashomi ». Le guide Delachaux mentionne aussi les noms « darashomi », « slurazi » et « chiraz » comme possibles.

## Histoire
L'auteure tchèque Helena Kholová (1997) postule que le Darashouri descend de chevaux de petite taille, qui étaient élevés voilà 2 500 ans dans l'ancienne Perse. Des croisements ont lieu par la suite avec l'Arabe, la race ayant été influencée notamment par l'Arabe persan. Bien que ses origines soient obscures, le Darashouri est indéniablement un cheval oriental.
D'après Mary Gharagglon, de Téhéran, le Darashouri est élevé par l'ethnie iranienne des Kachkaïs. L'auteur britannique M. Matthew Horace Hayes en fournit une photo et une description en 1904, sous les noms de « Shirazi » et de « Gulf Arabian » (Arabe du Golfe).
La race se fait connaître sous l’impulsion des chefs de la tribu Darashouri (une tribu kachkaï majoritairement composée de pasteurs nomades), Ziad Khan et Hossein Khan, et plus tard de Ayaz Khan, à la fin des années 1970, dans le cadre de catégorisations et d'études des chevaux arabes persans. Les membres de la tribu Darashouri insistent sur leur ascendance mongole, et affirment avoir voyagé entre l'Iran et la Syrie à l'époque de Gengis Khan, avant de retourner en Iran avec les meilleurs chevaux arabes syriens qu'ils ont pu y trouver. Cependant, cette revendication n'est pas soutenue par des documents de pedigree écrits, et ne peut donc être prouvée.
Cette impossibilité de prouver l'ascendance ʼaṣīl (pure) des chevaux des Darashouri, ainsi que la mort des chefs Ziad Khan et Hossein Khan, ont entraîné une perte d'intérêt pour la race, qui pourrait conduire à terme à son extinction.

## Description

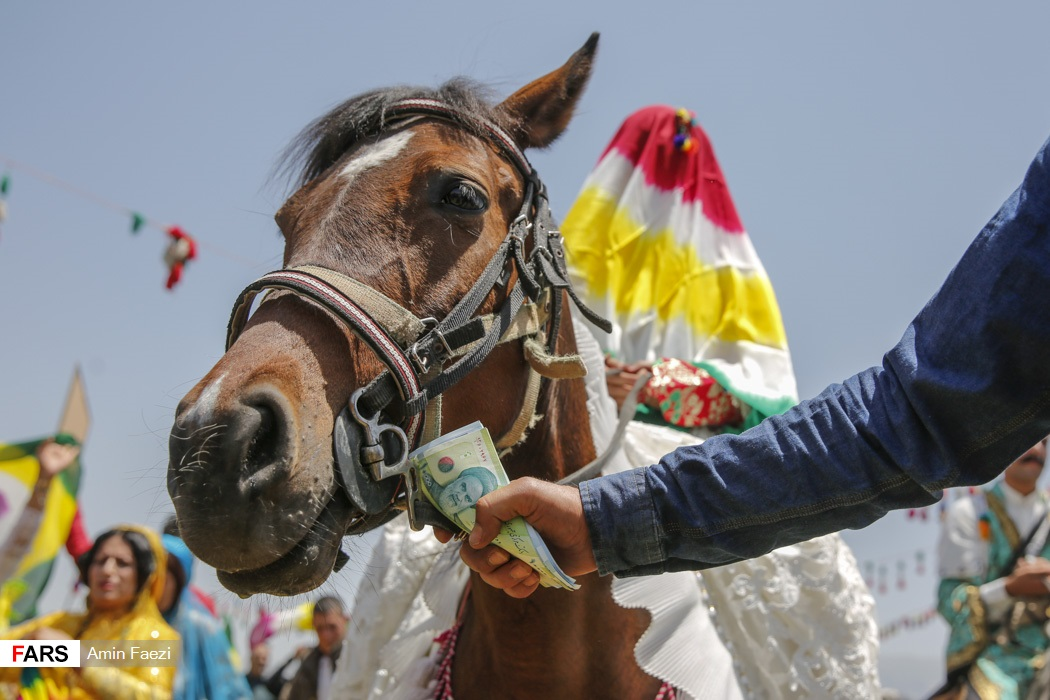
Darashouri lors d'une cérémonie de mariage qashgaï.

Le Darashouri appartient au groupe du cheval du plateau persan d'après CAB international,, mais Bonnie Lou Hendricks (sur la base des informations fournies par Mary Gharagglon) et l'auteure du guide Delachaux le rattachent à l'Arabe persan.
Helena Kholová lui attribue une taille moyenne supérieure à 1,50 m, ce qui en fait l'un des plus grands chevaux persans. Gianni Ravazzi lui attribue une taille moyenne de 1,50 m, tout comme l'encyclopédie dirigée par Elizabeth Peplow. Le guide Delachaux cite une fourchette de 1,50 m à 1,55 m, et CAB international (2016) une moyenne de 1,52 m. Le tour de canon est d'environ 20 cm, le tour de poitrine de 170 cm.
La morphologie est réputée dis-harmonieuse selon Kholová, élégante et proche de l'Arabe selon Hendricks et l'auteure du guide Delachaux. La tête présente un profil rectiligne selon Kholová, concave (typée arabe) selon Hendricks et le guide Delachaux, avec un œil pouvant être petit, et un os de joue plus étroit que chez les arabes asil. Le corps est mince et léger, la cage thoracique peu profonde, la queue est attachée bas selon Kholová, haut selon Hendricks et le guide Delachaux. Les membres sont fins, terminés par des sabots durs. La peau, fine, est recouverte d'un poil fin et soyeux,. Crinière et queue sont peu fournies, mais dotées de crins fins.
La robe peut être le bai, le bai-brun, l'alezan ou le gris, très rarement le noir,,,,. Les balzanes sont fréquentes.
Le Darashouri est connu pour sa docilité et sa facilité à être dressé,,, il se révèle rapide et vif. Les allures sont réputées qualiteuses. Le biotope montagneux originel du Darashouri est particulièrement rude, ce qui lui a conféré de la résistance et de l'endurance.

## Utilisations
DAD-IS indique une utilisation principale pour le transport, ; d'après Kholová, il sert essentiellement de cheval de selle. Cependant, un document vétérinaire turc indique qu'il s'agit d'un cheval de traction.

## Diffusion de l'élevage

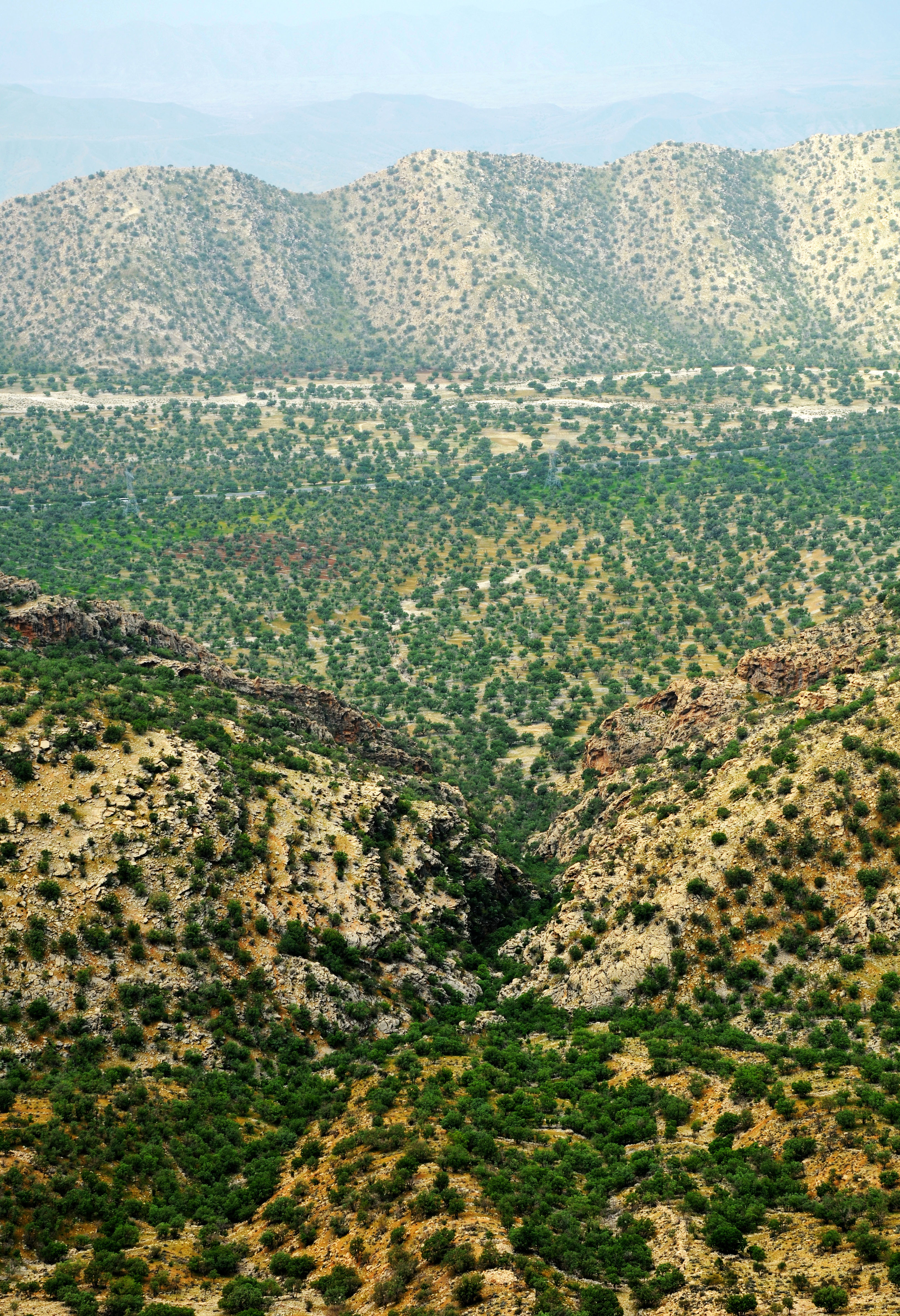
Biotope montagneux de la province du Fars.

Il est répertorié parmi les races de chevaux de l'Iran,, DAD-IS le classant comme race locale iranienne. Le Darashouri est en effet une race autochtone iranienne, propre à la province du Fars, située au nord de Chiraz et donc dans le sud de l'Iran. Il n'est pas présent en dehors des frontières de son pays natal.
L'étude menée par l'université d'Uppsala, publiée en août 2010 pour la FAO, signale le Dareshuri comme race de chevaux asiatique locale, menacée d'extinction. L'effectif renseigné sur DAD-IS pour 2003, mis à jour en 2006, est situé entre 300 et 400 têtes. Par ailleurs, l'ouvrage Equine Science (4e édition de 2012) le classe parmi les races de chevaux de selle peu connues au niveau international.